# Scaër
Scaër (bret. Skaer) – miejscowość i gmina we Francji, w regionie Bretania, w departamencie Finistère.
Według danych na rok 1990 gminę zamieszkiwało 5555 osób, a gęstość zaludnienia wynosiła 47 osób/km² (wśród 1269 gmin Bretanii Scaër plasuje się na 71. miejscu pod względem liczby ludności, natomiast pod względem powierzchni na miejscu 1.).